# بتشول أرجواني داكن
بتشول أرجواني داكن (الاسم العلمي:Pogostemon atropurpureus) هو نوع من النباتات يتبع جنس البتشول من الفصيلة الشفوية.